# Metro Center (Metro de Washington)
Metro Center es una estación subterránea en las líneas Roja, Azul, Naranja y futura línea Plata del Metro de Washington, administrada por la Autoridad de Tránsito del Área Metropolitana de Washington. La estación se encuentra localizada en 607 13th St. NW en Washington D. C.. La estación Metro Center fue inaugurada el 27 de marzo de 1976. 

## Descripción
La estación Metro Center cuenta con 1 plataforma central y 2 plataformas laterales. La estación también cuenta con 8 espacios para bicicletas.

## Conexiones
La estación cuenta con las siguientes conexiones de autobuses: 
- Rutas del MetroBus
- MTA Maryland Commuter Bus